# شقار نولتون الرشيق
شقار نولتون الرشيق أو الأدونيس الرشيق (الاسم العلمي: Knowltonia capensis) نوع نباتي ينتمي إلى جنس شقار نولتون من الفصيلة الحوذانية.